# День мобілізаційного працівника
День мобілізаці́йного працівника́ — 17 березня. Наказом Міністра оборони України від 26.09.2016 № 497 «Про встановлення Дня мобілізаційного працівника», у Збройних Силах України встановлюється День мобілізаційного працівника — 17 березня. До 2016 р. відзначався щороку 14 вересня. Уперше відзначено 14 вересня 2000 року.

## Історія свята
12 вересня 1992 року створено Управління мобілізації і комплектування Головного штабу Збройних Сил України. 14 вересня 1993 року його переформовано в Головне організаційно-мобілізаційне управління (ГОМУ).
Враховуючи надзвичайну значимість мобілізаційних органів усіх рівнів, важливість мобілізаційної, організаційно-штатної, обліково-призовної роботи та комплектування військ особовим складом, а також планування матеріально-технічного забезпечення мобілізаційних заходів, Міністр оборони України 22 серпня 2000 року видав наказ «Про встановлення Дня мобілізаційного працівника».
З початком російської збройної агресії проти України 17 березня відповідно до Указу Президента України від 17 березня 2014 року № 303 «Про часткову мобілізацію» було розпочато першу хвилю мобілізації на особливий період тривалістю 45 днів, в ході якої було здійснено призов військовозобов'язаних та резервістів до Збройних сил, Національної гвардії, Служби безпеки, Державної прикордонної служби, Державної спеціальної служби транспорту та інших військових формувань України. Враховуючи проведення перших масштабних заходів мобілізації, наказом Міністра оборони України від 26.09.2016 № 497 «Про встановлення Дня мобілізаційного працівника», у Збройних Силах України встановлюється День мобілізаційного працівника — 17 березня.

## Електронні джерела
- Збройні Сили України відзначатимуть День мобілізаційного працівника